# 15614 Піллінджер
15614 Піллінджер (15614 Pillinger) — астероїд головного поясу, відкритий 7 квітня 2000 року.
Тіссеранів параметр щодо Юпітера — 3,231.